# Aesop's Sound Fables
Aesop's Film Fables (numită ulterior Aesop's Sound Fables) este o serie de filme de animație creată de Paul Terry pentru Amadee J. Van Beuren în cadrul studioului care a purtat inițial numele Aesop's Fables Studio. Produsă între anii 1921 și 1933, seria include Closer Than a Brother (1925), The Window Washers (1925), Small Town Sheriff (1927), Dinner Time (1928) și Gypped in Egypt (1930). Dinner Time este primul film de animație cu sonor din lume, care a fost accesibil marelui public. Seria a constituit motiv de inspirație pentru Walt Disney pentru înființarea Laugh-O-Gram Studio din Kansas City, Missouri, unde l-a creat pe Mickey Mouse.

## Istoric

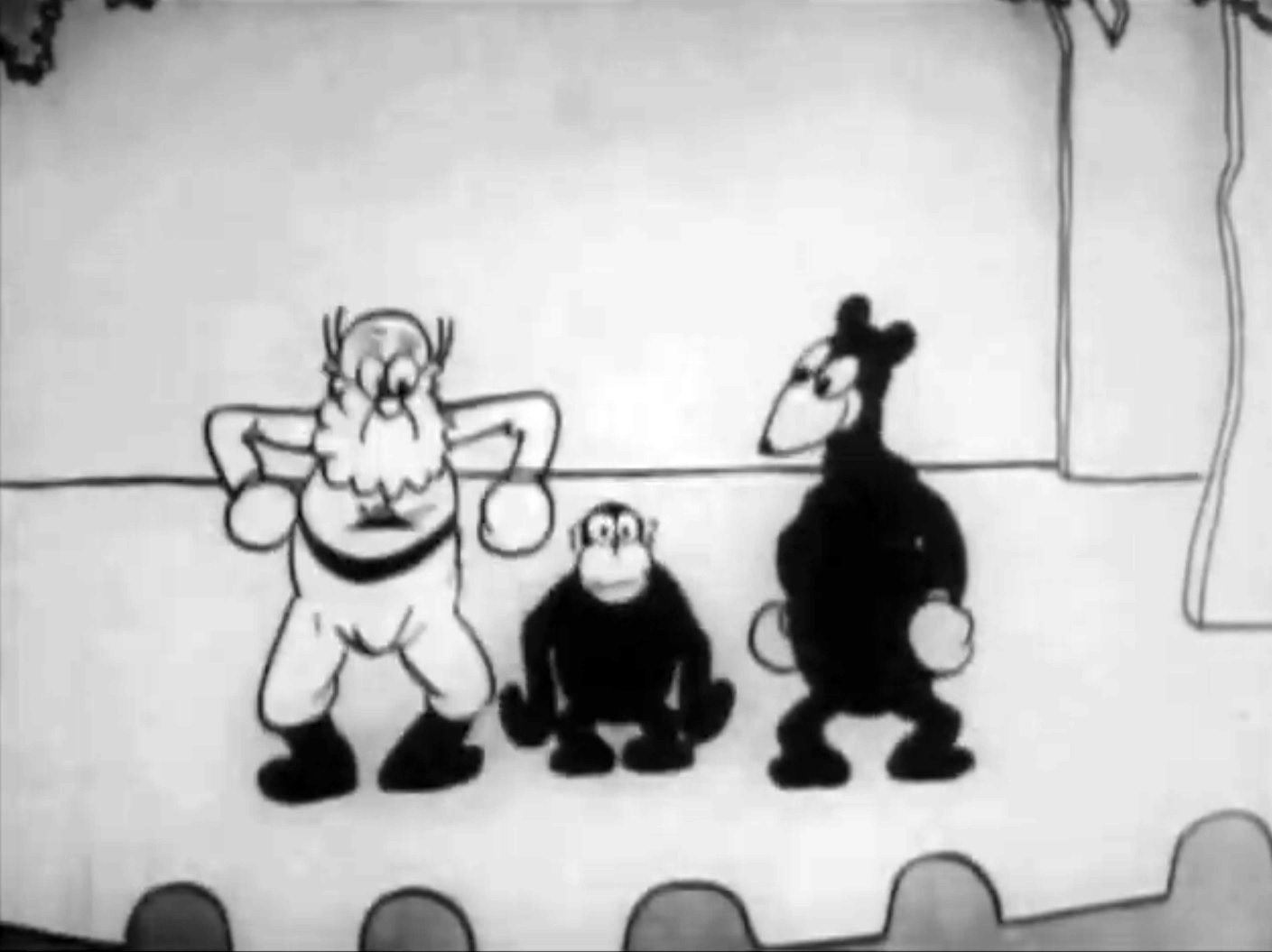
Farmer Al Falfa in Amateur Night on the Ark (1923)

Pentru a produce filmele din serie, Paul Terry a fost inspirat de tânărul actor Howard Estabrook, care i-a sugerat să realizeze o serie de desene animate bazate pe fabulele antice Aesop's Fables. Cu toate acestea, mai târziu Terry a spus că n-a auzit în viața lui de fabulele antice, admițând că idea lui Estabrook este promițătoare. Imediat a început să-și aranjeze studioul care a primit numele Fables Studios, primițând suport de la lanțul de cinematografe Keith-Albee Theatre.
Seria a început la data de 13 mai 1921, cu The Goose That Laid the Golden Eggs (alte surse contrazic această afirmație). Doar cele dintâi filme sunt adaptări lejere după fabulele antice, mai târziu filmele se învârt în jurul pisicilor, șoarecilor și veșnicului nemulțumit Farmer Al Falfa. Terry l-a creat pe fermierul Al Falfa cu câțiva ani înainte, dar această serie constituie cea mai prolifică perioadă a personajului.
Fiecare film se încheie cu o morală, care de obicei n-are nicio legătură cu filmul în sine. Mannie Davis, regizor și animator în cadrul seriei, remarca că morala este "mai nostimă decât filmul însuși", iar Terry spunea că "faptul că sunt ambigue le-a făcut să fie amuzante". Printre tâlcurile de la final amintim "Ieși în oraș cu ușa în spate, și cineva va ciocăni la ușă" sau "Mariajul este o instituție bună, dar cine vrea să trăiască într-o instituție?"
Seria a fost foarte populară în anii 1920. Walt Disney a admis că primul lui țel în materie de animație a fost să încerce să realizeze filme comparabile ca și calitate cu cele ale lui Paul Terry. Odată cu popularitatea filmului parțial vorbit The Jazz Singer al lui Al Jolson din 1927, ca și uriașul succes al filmului în întregime vorbit Lights of New York din 1928, Van Beuren și-a dat seama de potențialul filmelor sonore și a cumpărat Fables Studios pentru a produce filme animate sonore. Van Beuren, acum proprietarul Van Beuren Studios, l-a îndemnat pe Terry să vină cu idei inovatoare pentru filmele sale. Terry a susținut că adăugarea sunetului doar va complica procesul de producție, dar într-un final l-a introdus, de acum înainte seria se va numi Aesop's Sound Fables.
Apărut în octombrie 1928, Dinner Time este primul film de animație cu sunet distribuit pentru public. Cu toate acestea, filmul a intrat în umbra filmului lui Disney Steamboat Willie apărut pe 18 noiembrie 1928. Fable Studios nu a încetat producția de filme mute până la filmul Presto-Chango de pe 4 aprilie 1929 (informație care trebuie confirmată). Seria include printre altele Closer Than a Brother (1925), The Window Washers (1925), Small Town Sheriff (1927), Gypped in Egypt (1930), Cinderella Blues (1931), The Wild Goose Chase (1932) și Silvery Moon (1933).
În 1929 Terry a plecat, înființând Terrytoons, și John Foster a preluat seria de la Van Beuren Studios, fostă Fable Studios. Seria a fost scoasă din producție în 1933.  The Internet Movie Database (IMDb) listează 447 de titluri între 1920 și 1929 produse de Aesop Fables Studio, și 279 titluri produse de Van Beuren Studios între 1928 și 1936.

## Moștenire
Aesop's Fables l-a inspirat pe Walt Disney să înființeze Laugh-O-Gram Studio în Kansas City, Missouri, unde el și Ub Iwerks i-au creat pe Mickey Mouse și Oswald the Lucky Rabbit.

## Filmografie
Au fost produse 104 filme, toate în alb-negru. Steluța (*) de la poziția 24 indică faptul că data premierei este neconfirmată oficial. Lista cuprinde doar filmele sonore. Pentru filmele mute vedeți și Aesop's Film Fables.
| Nr. | Titlu                    | Regia                     | Data premierei     | Observații                                    |
| --- | ------------------------ | ------------------------- | ------------------ | --------------------------------------------- |
| 1   | Dinner Time              | Paul Terry, John Foster   | 14 octombrie 1928  | Farmer Al Falfa, Carton Aesop's Film Fables   |
| 2   | Stage Struck             | Paul Terry, John Foster   | 23 decembrie 1928  |                                               |
| 3   | The Big Burg             | Paul Terry, Frank Moser   | 10 martie 1929     | Carton Aesop's Film Fables                    |
| 4   | Foolish Follies          | John Foster, Harry Bailey | 17 martie 1929     |                                               |
| 5   | Presto Chango            | Paul Terry, Frank Moser   | 14 aprilie 1929    |                                               |
| 6   | Skating Hounds           | Paul Terry, Mannie Davis  | 28 aprilie 1929    |                                               |
| 7   | The Faithful Pup         | Paul Terry                | 12 mai 1929        |                                               |
| 8   | Custard Pies             | Paul Terry                | 26 mai 1929        | Farmer Al Falfa                               |
| 9   | Wood Choppers            | Paul Terry                | 9 iunie 1929       |                                               |
| 10  | Concentrate              | Paul Terry                | 23 iunie 1929      |                                               |
| 11  | The Jail Breakers        | Paul Terry                | 7 iulie 1929       |                                               |
| 12  | House Cleaning Time      | Paul Terry                | 21 iulie 1929      | Farmer Al Falfa                               |
| 13  | Bughouse College Days    | Paul Terry                | 4 august 1929      |                                               |
| 14  | A Stone Age Romance      | Paul Terry                | 18 august 1929     |                                               |
| 15  | The Big Scare            | Paul Terry                | 1 septembrie 1929  |                                               |
| 16  | The Jungle Fool          | John Foster, Mannie Davis | 15 septembrie 1929 | Farmer Al Falfa                               |
| 17  | The Fly's Bride          | John Foster, Harry Bailey | 29 septembrie 1929 |                                               |
| 18  | Summertime               | John Foster, Harry Bailey | 13 octombrie 1929  | Farmer Al Falfa                               |
| 19  | The Mill Pond            | John Foster               | 27 octombrie 1929  | Farmer Al Falfa                               |
| 20  | Tuning In                | John Foster, Mannie Davis | 10 noiembrie 1929  | Farmer Al Falfa                               |
| 21  | The Barnyard Melody      | John Foster, Harry Bailey | 24 noiembrie 1929  | Farmer Al Falfa                               |
| 22  | The Night Club           | John Foster, Mannie Davis | 8 decembrie 1929   |                                               |
| 23  | A Close Call             | John Foster, Harry Bailey | 22 decembrie 1929  |                                               |
| 24  | The Iron Man             | John Foster, Harry Bailey | 4 ianuarie 1930*   | Farmer Al Falfa                               |
| 25  | Ship Ahoy                | John Foster               | 11 ianuarie 1930   | Farmer Al Falfa                               |
| 26  | Singing Saps             | John Foster, Mannie Davis | 8 februarie 1930   |                                               |
| 27  | Sky Skippers             | John Foster, Harry Bailey | 15 februarie 1930  | Farmer Al Falfa                               |
| 28  | Good Old Schooldays      | John Foster, Mannie Davis | 7 martie 1930      |                                               |
| 29  | Dixie Days               | John Foster, Mannie Davis | 30 martie 1930     |                                               |
| 30  | Western Whoopee          | John Foster, Harry Bailey | 13 aprilie 1930    |                                               |
| 31  | The Haunted Ship         | John Foster, Mannie Davis | 27 aprilie 1930    |                                               |
| 32  | Oom Pah Pah              | John Foster, Harry Bailey | 11 mai 1930        |                                               |
| 33  | Noah Knew His Ark        | John Foster, Mannie Davis | 25 mai 1930        |                                               |
| 34  | A Bugville Romance       | John Foster, Harry Bailey | 8 iunie 1930       |                                               |
| 35  | A Romeo Robin            | John Foster, Mannie Davis | 22 iunie 1930      |                                               |
| 36  | Jungle Jazz              | John Foster, Harry Bailey | 6 iulie 1930       |                                               |
| 37  | Snow Time                | John Foster, Mannie Davis | 20 iulie 1930      |                                               |
| 38  | Hot Tamale               | John Foster, Harry Bailey | 3 august 1930      |                                               |
| 39  | Laundry Blues            | John Foster, Mannie Davis | 17 august 1930     |                                               |
| 40  | Frozen Frolics           | John Foster, Harry Bailey | 31 august 1930     |                                               |
| 41  | Farm Foolery             | John Foster, Mannie Davis | 14 septembrie 1930 |                                               |
| 42  | Circus Capers            | John Foster, Harry Bailey | 28 septembrie 1930 |                                               |
| 43  | Midnight                 | John Foster, Mannie Davis | 12 octombrie 1930  |                                               |
| 44  | The Big Cheese           | John Foster               | 26 octombrie 1930  |                                               |
| 45  | Gypped in Egypt          | John Foster, Mannie Davis | 9 noiembrie 1930   |                                               |
| 46  | The Office Boy           | John Foster, Harry Bailey | 23 noiembrie 1930  |                                               |
| 47  | Stone Age Stunts         | John Foster, Mannie Davis | 7 decembrie 1930   |                                               |
| 48  | The King of Bugs         | John Foster, Harry Bailey | 21 decembrie 1930  |                                               |
| 49  | A Toytown Tale           | John Foster, Mannie Davis | 4 ianuarie 1931    |                                               |
| 50  | Red Riding Hood          | John Foster, Harry Bailey | 18 ianuarie 1931   |                                               |
| 51  | The Animal Fair          | John Foster, Mannie Davis | 1 februarie 1931   |                                               |
| 52  | Cowboy Blues             | John Foster, Harry Bailey | 15 februarie 1931  |                                               |
| 53  | Radio Racket             | John Foster, Mannie Davis | 1 martie 1931      |                                               |
| 54  | College Capers           | John Foster, Harry Bailey | 15 martie 1931     |                                               |
| 55  | Old Hokum Bucket         | John Foster, Mannie Davis | 29 martie 1931     |                                               |
| 56  | Cinderella Blues         | John Foster, Harry Bailey | 12 aprilie 1931    |                                               |
| 57  | Mad Melody               | John Foster, Mannie Davis | 26 aprilie 1931    |                                               |
| 58  | The Fly Guy              | John Foster, Harry Bailey | 10 mai 1931        |                                               |
| 59  | Play Ball                | John Foster, Mannie Davis | 24 mai 1931        |                                               |
| 60  | Fisherman's Luck         | John Foster, Harry Bailey | 13 iunie 1931      |                                               |
| 61  | Pale Face Pup            | John Foster, Mannie Davis | 22 iunie 1931      | Ultimul film cu cartonul Aesop's Sound Fables |
| 62  | Making 'Em Move          | John Foster, Harry Bailey | 5 iulie 1931       | Primul film cu cartonul Aesop's Fables        |
| 63  | Fun on the Ice           | John Foster, Mannie Davis | 19 iulie 1931      |                                               |
| 64  | Big Game                 | John Foster               | 3 august 1931      |                                               |
| 65  | Love in a Pond           | John Foster, Mannie Davis | 17 august 1931     |                                               |
| 66  | Fly Hi                   | John Foster, Harry Bailey | 31 august 1931     |                                               |
| 67  | The Family Shoe          | John Foster, Mannie Davis | 14 septembrie 1931 |                                               |
| 68  | Fairyland Follies        | John Foster, Harry Bailey | 28 septembrie 1931 |                                               |
| 69  | Horse Cops               | John Foster, John McManus | 12 octombrie 1931  |                                               |
| 70  | Cowboy Cabaret           | John Foster, Mannie Davis | 26 octombrie 1931  |                                               |
| 71  | In Dutch                 | John Foster, Harry Bailey | 9 noiembrie 1931   |                                               |
| 72  | The Last Dance           | John Foster, Mannie Davis | 23 noiembrie 1931  |                                               |
| 73  | Toy Time                 | John Foster, Harry Bailey | 27 ianuarie 1932   |                                               |
| 74  | A Romeo Monk             | John Foster, Mannie Davis | 20 februarie 1932  |                                               |
| 75  | Fly Frolic               | John Foster, Harry Bailey | 5 martie 1932      |                                               |
| 76  | The Cat's Canary         | John Foster, Mannie Davis | 26 martie 1932     |                                               |
| 77  | Magic Art                | John Foster, Harry Bailey | 25 aprilie 1932    |                                               |
| 78  | Happy Polo               | John Foster               | 14 mai 1932        |                                               |
| 79  | Spring Antics            | John Foster, Mannie Davis | 21 mai 1932        |                                               |
| 80  | The Farmerette           | John Foster, Harry Bailey | 11 iunie 1932      |                                               |
| 81  | Circus Romance           | John Foster, Harry Bailey | 25 iunie 1932      |                                               |
| 82  | The Stone Age Error      | John Foster, Mannie Davis | 9 iulie 1932       |                                               |
| 83  | Chinese Jinks            | John Foster, Mannie Davis | 23 iulie 1932      |                                               |
| 84  | The Ball Game            | John Foster, George Rufle | 30 iulie 1932      |                                               |
| 85  | The Wild Goose Chase     | John Foster, Mannie Davis | 12 august 1932     |                                               |
| 86  | Down in Dixie            | John Foster, Harry Bailey | 16 august 1932     |                                               |
| 87  | Nursery Scandal          | John Foster, Harry Bailey | 26 august 1932     |                                               |
| 88  | Bring 'Em Back Half Shot | John Foster, Mannie Davis | 9 septembrie 1932  |                                               |
| 89  | A Cat-Fish Romance       | John Foster, Mannie Davis | 7 octombrie 1932   |                                               |
| 90  | Feathered Follies        | John Foster, Harry Bailey | 21 octombrie 1932  |                                               |
| 91  | Venice Vamp              | John Foster, Mannie Davis | 4 noiembrie 1932   |                                               |
| 92  | Hokum Hotel              | John Foster, Harry Bailey | 12 noiembrie 1932  |                                               |
| 93  | Frisky Frolics           | John Foster, Mannie Davis | 20 noiembrie 1932  |                                               |
| 94  | Pickaninny Blues         | John Foster, Mannie Davis | 2 decembrie 1932   |                                               |
| 95  | A Yarn of Wool           | John Foster, Harry Bailey | 16 decembrie 1932  |                                               |
| 96  | Bugs & Books             | John Foster, Mannie Davis | 30 decembrie 1932  |                                               |
| 97  | Silvery Moon             | John Foster, Mannie Davis | 13 ianuarie 1933   |                                               |
| 98  | Tumbledown Town          | John Foster, Harry Bailey | 27 ianuarie 1933   |                                               |
| 99  | Panicky Pup              | John Foster, Harry Bailey | 24 februarie 1933  |                                               |
| 100 | Runaway Blackie          | Harry Bailey              | 7 aprilie 1933     |                                               |
| 101 | A Dizzy Day              | Harry Bailey              | 5 mai 1933         | Sentinel Louie                                |
| 102 | The Bully's End          | Harry Bailey              | 16 iunie 1933      |                                               |
| 103 | Rough on Rats            | Harry Bailey              | 14 iulie 1933      |                                               |
| 104 | A.M. to P.M.             | Harry Bailey              | 28 iulie 1933      | Sentinel Louie                                |